# پیر ماشری
پیِر ماشِرِی (فرانسوی: Pierre Macherey‎ آوانگاری فرانسوی:  [maʃərɛ] /مَ شُ غِ/؛ زادهٔ ۱۷ فوریهٔ ۱۹۳۸) فیلسوف و منتقد ادبی مارکسیست فرانسوی، و استاد دانشگاه لیل است. وی که دانشجوی سابق لوئی آلتوسر و و از چهره‌های اصلی گسترش پساساختارگرایی فرانسوی و مارکسیسم است، در نوشتن کتاب خوانش سرمایه با اِتیئِن بَلیبار همکاری داشت. کار او در نظریه ادبی و فلسفه قاره‌ای گرچه در اروپا (از جمله بریتانیا) بسیار تأثیرگذار بوده، با این حال در آمریکا عموماً کمتر خوانده شده‌است.

## زندگی‌نامه
ماشِرِی در دبیرستان بِلفور در سال ۱۹۵۴ دیپلم خود را در رشتهٔ فلسفه [= انسانی] گرفت. او همچنین شاگرد کلاس‌های عالی ادبیات در دبیرستان پوانکاره در شهر نانسی بود و از ۱۹۵۸ تا ۱۹۶۳ کلاس‌های مدرسه عالی نرمال را دنبال کرد. او در سال ۱۹۶۱ کارشناسی ارشد خود را با پایان‌نامه‌ای با عنوان فلسفه و سیاست نزد اسپینوزا و با راهنمایی استادش ژرژ کانگیلم اخذ کرد. وی در سال ۱۹۶۲ در کنکور تدریس فلسفه (l'agrégation de philosophie) پذیرفته شد. او از ۱۹۵۵ تا ۱۹۶۶ به تدریس در دبیرستان دکارت در شهر تور پرداخت و در سال ۱۹۶۶ استادیار موقّت دانشکدهٔ ادبیات دانشگاه پاریس شد. او سپس استادیار و استاد-پژوهشگر دانشگاه پاریس ۱ شد و تا سال ۱۹۹۲ در گروه فلسفه در این جایگاه باقی ماند. وی سال ۱۹۹۱ دکترای ادبیات خود را با رساله‌ای با عنوان ادبیات به چه می‌اندیشد اخذ کرد. او از سال ۱۹۹۱ استاد فلسفهٔ دانشگاه لیل ۳ شد.
ماشِرِی از سال ۲۰۰۹ گروهی فلسفی با پایگاهی اینترنتی به آدرس hypotheses.org تشکیل داد که کارهای خودشان را زیر عنوان La philosophie au sens large (فلسفه در معنای بزرگ) دنبال می‌کنند. هدف این گروه صورت‌بندی دوبارهٔ مسئلهٔ پراتیک است.

## افکار
از نظر ماشِرِی اثر ادبی نه با آنچه می‌گوید بلکه با آنچه نمی‌گوید با ایدئولوژی مربوط می‌شود. در این سکوت‌ها و غیبت‌های متن است که می‌توان حضور ایدئولوژی را حس کرد. این کار منتقد است که این سکوت‌ها را وادار به سخن گفتن کند. از آن جا که متن دربردارندهٔ این درنگ‌ها و سکوت‌هاست همیشه ناکامل است و نمودار هم‌ستیزی و تناقض معنی‌هاست و اهمیت اثر هنری بیشتر در تفاوت این معنی‌هاست تا یگانگی میان آن‌ها و از همین رو اثر هنری همواره بی‌مرکز است. «پراکنده»، «متفرق»، «متنوع»، «نامنتظم»: این‌ها صفاتی است که ماشری برای بیان یک اثر به کار می‌برد. منظور ماشِرِی از ناکامل بودن اثر این نیست که قطعه‌ای کم دارد و منتقد می‌تواند آن را بیابد و پر کند. برعکس، هنرمند اثرش را کامل آفریده اما این ایدئولوژی است که در ناگفته‌هایی در آن اثر خود را پنهان کرده. وظیفهٔ منتقد این است که نشان دهد چگونه این تضاد را رابطهٔ اثر با ایدئولوژی پدیدمی‌آورد.
برای نمونه چارلز دیکنز در داستان دامبی و پسر زبان‌های متضادی مثل رئالیستی، ملودراماتیک، روستایی‌وار، استعاری و تصویری به کار می‌گیرد که در فصل مشهور راه‌آهن به اوج خود می‌رسد. این‌جا رمان به طرز مبهمی میان واکنش‌های متضاد به راه‌آهن (ترس، اعتراض، شادی و تأیید) دستخوش شکاف می‌شود. شالودهٔ ایدئولوژیک این ابهام این است که رمان میان تحسین سنّتی بورژوایی از پیشرفت صنعتی و نگرانی خرده‌بورژوازی از پیامدهای بنیادکنِ آن تقسیم می‌شود. رمان از یک طرف می‌خواهد با افراد میانه‌حالِ به-آخر-رسیده‌ای که جهان نو آن‌ها را کنار گذاشته هم‌دلی نشان دهد و از سوی دیگر به ستایش یورش پیشتازانهٔ سرمایه‌داری صنعتی برمی‌خیزد که آن افرادِ خورده‌بورژوا را کنار زده‌است. برای کشف اصل هم‌ستیزی معانی این اثر می‌بایست ارتباط پیچیدهٔ آن را با ایدئولوژی عصر ملکه ویکتوریا تحلیل کرد. ماشری عمدتاً به هم‌ستیزی‌ها در معنی می‌پردازد نه هم‌ستیزی‌ها در فرم.
ماشِرِی در تعریف فلسفه می‌گوید: «فلسفه قطعاً یک فعالیّت انسانی است؛ بیش از حد انسانی؛ و به هیج عنوان امر قدسی را بر روی زمین نمی‌نمایاند، چرا که بسیار ناخالص است.»